# Веселе (Роздільнянський район)
Весе́ле (у минулому — хутір Веселий, Рацевський) — село в Україні, у Роздільнянській міській громаді Роздільнянського району Одеської області. Населення становить 41 осіб. Відноситься до Єреміївського старостинського округу.

## Історія
На 1916 рік на хуторі Веселому Більчанської волості Одеського повіту Херсонської губернії, мешкало 141 чоловік (70 чоловік і 71 жінка).
Станом на 1 вересня 1946 року хутір Веселий був у складі Новосілківської сільської ради.
У першій половині 1960-х років до складу Веселого увійшов колишній хутір Дачний.
У результаті адміністративно-територіальної реформи село ввійшло до складу Роздільнянської міської територіальної громади та після місцевих виборів у жовтні 2020 року було підпорядковане Роздільнянській міській раді. До того село входило до складу ліквідованої Єреміївської сільради.

## Населення
Згідно з переписом УРСР 1989 року чисельність наявного населення села становила 55 осіб, з яких 22 чоловіки та 33 жінки.
За переписом населення України 2001 року в селі мешкало 46 осіб.
2010 — 45;
2011 — 45.

### Мова
Розподіл населення за рідною мовою за даними перепису 2001 року:
| Мова       | Відсоток |
| ---------- | -------- |
| українська | 93,48 %  |
| вірменська | 6,52 %   |